# Bethel (Delaware)
Bethel – miasto (założone w latach 40. XIX w.) w Stanach Zjednoczonych, w stanie Delaware, w Sussex.

## Demografia
W roku 2010 miasto zamieszkiwało 171 osób, a gęstość zaludnienia wynosiła 150 osób/km². W roku 2023 liczba mieszkańców wzrosła do 259 osób, a gęstość zaludnienia przekroczyła 227 osób/km². Na przestrzeni 13 lat zaludnienie Bethel zwiększyło się o ponad ½ (wzrost o 51,5%).